# أبو أسيد الساعدي
أبو أسيد مالك بن ربيعة الساعدي الأنصاري والبعض يسميه هلال بن ربيعة، والأكثر يقولون مالك بن ربيعة بن البَدَن (المتوفي سنة 40 هـ) صحابي من الأنصار من بني ساعدة من الخزرج، وأحد رواة الحديث النبوي. شهد مع النبي محمد المشاهد كلها، وكانت معه راية بني ساعدة يوم فتح مكة.

## سيرته
شهد أبو أسيد مع النبي محمد المشاهد كلها، وكانت معه راية بني ساعدة يوم الفتح. ذهب بصر أبو أسيد في أواخر عمره، وتوفي سنة 40 هـ، وقيل سنة 60 هـ بالمدينة المنورة، وعمره 78 سنة، وقيل إنه آخر من مات من البدريين. وكان قصيرًا، دحداحًا، أبيض الرأس واللحية، كثير الشعر، وقد ترك من الولد أسيد الأكبر والمنذر أمهما سلامة بنت وهب الساعدية، وغليظ أمه سلامة بنت ضمضم الفزارية، وميمونة أمها فاطمة بنت الحكم الساعدية، وحبانة أمها الرباب من بني محارب بن خصفة من قيس عيلان، وحمزة أمه سلامة بنت والان بن معاوية الفزارية، وأسيد الأصغر وحفصة وفاطمة أمهاتهم أمهات وُلِد.

## روايته للحديث النبوي
- روى عن: النبي محمد.[4]
- روى عنه: بنوه المنذر وحمزة والزبير، وعباس بن سهل بن سعد وعبد الملك بن سعيد بن سويد وأنس بن مالك وأبو سلمة بن عبد الرحمن بن عوف ومولاه علي بن عبيد الساعدي[2] وإبراهيم بن محمد بن طلحة وقرة بن أبي قرة ويزيد بن زيد المدني مولى بني ساعدة.[4]
- مروياته: روى له بقي بن مخلد في مسنده 28 حديثًا،[2] وروى له الجماعة في كتبهم.[4]